# Leonardo Morlino

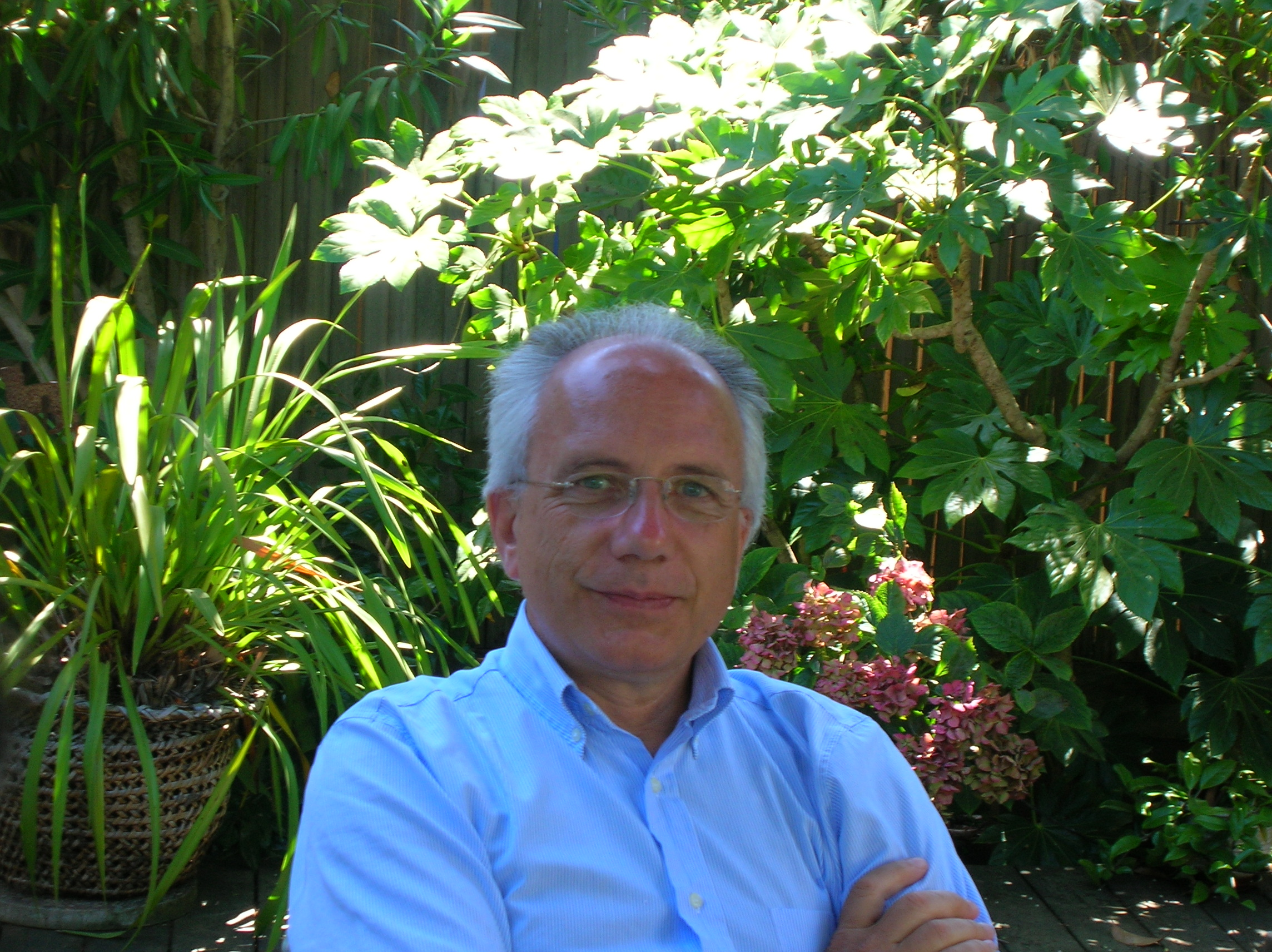
Leonardo Morlino

Leonardo Morlino (* 28. Juni 1947 in Montemurro; † 17. Juni 2025 in Florenz) war ein italienischer Politikwissenschaftler, der an der Libera Università Internazionale degli Studi Sociali (LUISS) in Rom forschte und lehrte. Zudem war er Direktor des dortigen Research Center on Democracies and Democratizations. Von 2009 bis 2012 amtierte er als Präsident International Political Science Association (IPSA).
Morlino hat sich auf Vergleichende Politikwissenschaft spezialisiert mit den Schwerpunkten Süd- und Osteuropa. Bevor er 2012 an die LUISS kam, war er Professor an der Universität Florenz und hatte eine Reihe von Gastprofessuren und Fellowships inne, darunter an der Hoover Institution, der University of Oxford, am Juan March Institute in Madrid und am Institut d'Etudes Politiques in Paris.

## Schriften (Auswahl)
- Changes for democracy. Actors, structures, processes. Oxford University Press, Oxford 2012, ISBN 9780199572533.
- gemeinsam mit Bertrand Badie und Dirk Berg-Schlosser (Hg.): International Encyclopedia of Political Science (8 Bände), Sage, Los Angeles 2011, ISBN 9781412959636.
- Democrazie e democratizzazioni. Mulino, Bologna 2003, ISBN 8815085122.
- Democracy between consolidation and crisis. Parties, groups, and citizens in Southern Europe. Oxford University Press, Oxford/New York 1998, ISBN 0198280823.
- Dalla democrazia all'autoritarismo. Il caso spagnolo in prospettiva comparata. Mulino, Bologna 1981.